# 佳能 EOS 800D
佳能 EOS 800D入門級數碼單鏡反光相機，佳能 EOS 800D是佳能在2017年3月推出的一款設有內置閃光燈的自動對焦及自動曝光數位單眼相機，它在日本市場被稱作EOS Kiss X9i，在北美市場被稱作 EOS Rebel T7i，為佳能 EOS 750D的後續機種。